# Oleg Tarnovschi
Oleg Tarnovschi (ukrainska: Олег Олегович Тарновський: Oleh Olehovytj Tarnovskyj), född 10 april 1992 i Lviv i Ukraina, är en moldavisk kanotist. Hans bror, Serghei Tarnovschi (ukr. Serhij Tarnovskyj), är också kanotist och tävlar för Moldavien.

## Karriär
2015 tog Tarnovschi silver i C-1 500 meter vid VM i Milano. Tarnovschi tävlade för Moldavien vid olympiska sommarspelen 2016 i Rio de Janeiro, där han slutade på fjärde plats i B-finalen i C-1 200 meter och totalt 12:e plats i tävlingen. Under 2016 tog Tarnovschi även ett brons i C-1 500 meter vid EM i Moskva.
2017 tog Tarnovschi silver i C-1 500 meter vid EM i Plovdiv. Följande år tog han brons i samma gren vid EM i Belgrad. 2019 tog Tarnovschi brons i C-1 500 meter vid VM i Szeged. Vid VM 2021 i Köpenhamn tog han delat brons med Carlo Tacchini i C-1 500 meter.